# ONE LIFE 奇跡が繋いだ6000の命
『ONE LIFE 奇跡が繋いだ6000の命』（ワン・ライフ きせきがつないだろくせんのいのち、原題：One Life）は、2023年のイギリスの伝記映画。監督はジェームズ・ホーズ、出演はアンソニー・ホプキンスとジョニー・フリンなど。
第二次世界大戦直前のプラハでナチスの脅威から669人の子どもたちを救ったイギリスの人道活動家ニコラス・ウィントンの半生を描く。実際にニコラスに助けられたかつての子どもたちやその親族も撮影に参加している。

## キャスト
- ニコラス・ウィントン：アンソニー・ホプキンス
- 青年時代のニコラス・ウィントン：ジョニー・フリン
- グレーテ・ウィントン：レナ・オリン
- ドリーン・ワリナー：ロモーラ・ガライ
- トレヴァー・チャドウィック：アレックス・シャープ
- ベティ・マクスウェル：マルト・ケラー
- マーティン・ブレイク：ジョナサン・プライス
- バベット・ウィントン：ヘレナ・ボナム・カーター

## 作品の評価
Rotten Tomatoesによれば、148件の評論のうち高評価は91%にあたる134件で、批評家の一致した見解は「素晴らしいキャストによる傑出した演技に支えられた『ONE LIFE 奇跡が繋いだ6000の命』は、驚くべき人道的努力に心温まる賛辞を捧げている。」となっている。Metacriticによれば、30件の評論のうち、高評価は20件、賛否混在は10件、低評価はなく、平均点は100点満点中69点となっている。